# Teatro Novotel Jaraguá
Teatro-D-Jaraguá é um teatro localizado na cidade de São Paulo, instalado dentro do Hotel Nacional Inn Jaraguá São Paulo.

## Crítica
Em 28 de setembro de 2014, foi publicado na Folha de S.Paulo o resultado da avaliação feita pela equipe do jornal ao visitar os sessenta maiores teatros da cidade de São Paulo. O local foi premiado com três estrelas, uma nota "regular", com o consenso: "O teatro fica no subsolo do hotel homônimo. A sala está em bom estado, sem pontos cegos e com cadeiras confortáveis — embora o espaço entre as fileiras pudesse ser um pouco maior maior. Os banheiros são bem conservados. Pontos negativos: não há nem bonbonnière nem sinal de celular — caso precise usá-lo antes ou depois da peça."